# Multiculturalismo
Il termine multiculturalismo, entrato nell'uso comune verso la fine degli anni ottanta, identifica una società in cui più culture, anche molto differenti l'una dall'altra, convivono mantenendo ognuna la propria identità. Pur potendo avere interscambi, conservano quindi le peculiarità del proprio gruppo sociale. Le minoranze in particolare mantengono il loro diritto ad esistere, senza omologarsi o fondersi ad una cultura predominante, diluendo o perdendo quindi la propria identità.

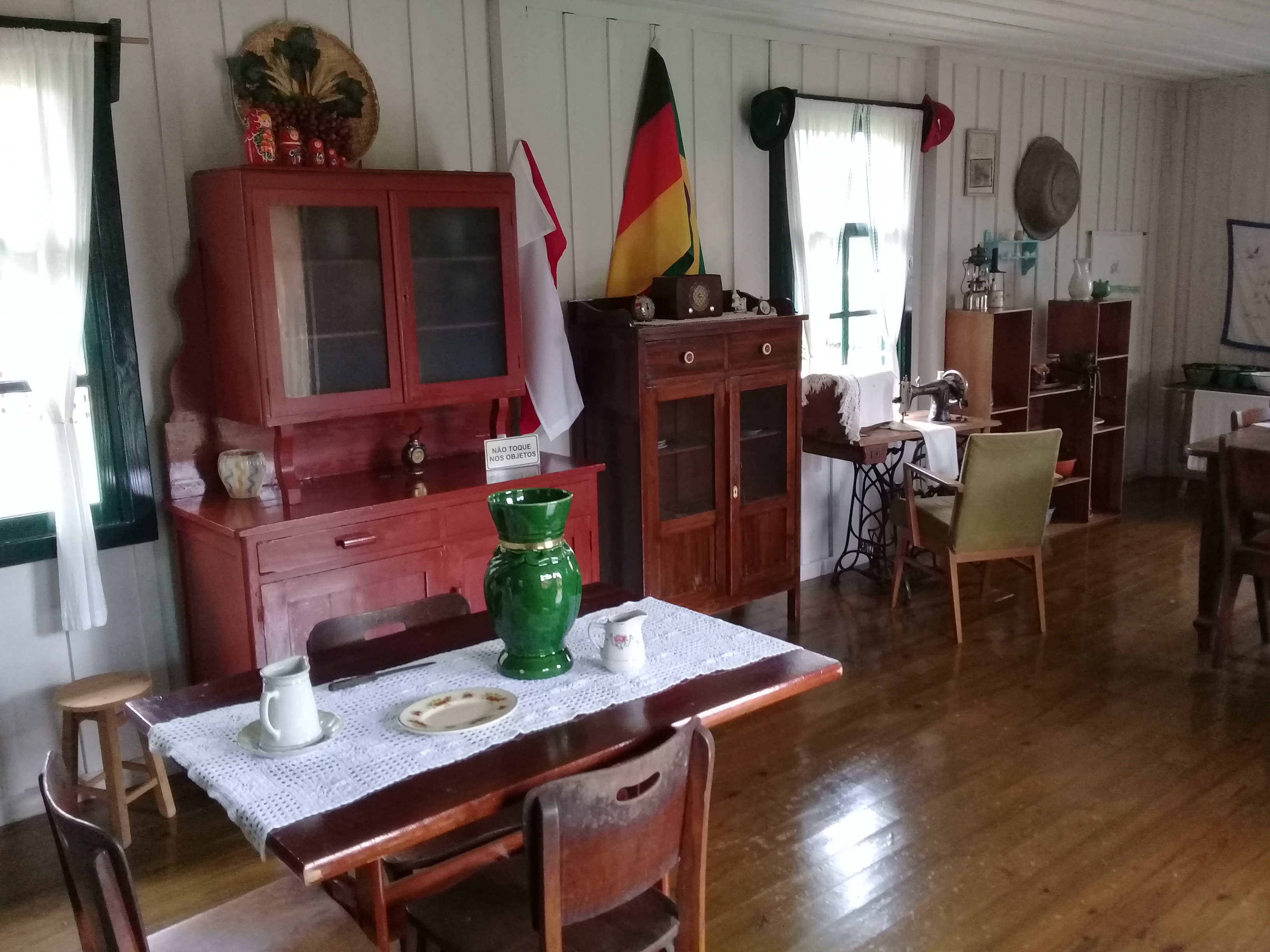
Casa con elementi di persone provenienti da diversi paesi, tra cui russi e tedeschi, a Carambeí, nel sud del Brasile, una città per la maggior parte di origine olandese.

## Descrizione

### Definizione
Il termine multiculturalismo può essere utilizzato in senso descrittivo o normativo: nel primo caso si riferisce a società in cui più culture differenti interagiscono in spazi pubblici e luoghi comuni, come ad esempio le scuole e i luoghi di lavoro; nel secondo è attribuibile a società, quali quella australiana e quella canadese, che hanno implementato sistemi normativi atti a favorire un'interazione sociale basata sulla preservazione delle differenti identità culturali interagenti e comunicanti nello spazio pubblico.
Dal punto di vista legislativo, "la definizione configura le relazioni fra Stato e minoranze - in modo che il primo debba consentire a coloro che si identificano “culturalmente” con una specifica comunità di mantenere, salvaguardare, promuovere quella differenza culturale, le cui dignità e peculiarità devono essere riconosciute e rispettate anche dagli altri. Questo implica che i pubblici poteri, ma anche l'intera società, riconoscano l'eguale valore di culture diverse» e che ottemperino alla «richiesta di non solo caputo sopravvivere, ma di prendere atto che esse sono preziose»"

### Canada e Australia
Il Canada e l'Australia hanno elaborato sistemi normativi ed istituzionali che inseriscono tra i principi basilari della nazione il rispetto per la diversità culturale. Lo stato nordamericano nello specifico ha implementato nel 1971 la Multiculturalism Policy of Canada, successivamente confermata con il Canadian Multiculturalism Act, adottato dal Parlamento nel 1988, divenendo il primo paese al mondo ad aver "implementato il multiculturalismo come politica generale dello stato" per affermare "il valore e la dignità di tutti i cittadini canadesi, senza distinzione di origini razziali o etniche, lingua e religione". Per ribadire che "tutti i cittadini sono uguali. Il Multiculturalismo fa sì che tutti i cittadini possano mantenere le proprie identità, essere orgogliosi dei loro antenati e mantenere un senso di appartenenza" . In Canada è stata istituita la festa del Multiculturalism day che cade tutti gli anni il 27 giugno.
Per quanto concerne l'Australia non vi è un vero e proprio Multiculturalism Act, ma ci sono delle politiche che riguardano le "misure intraprese per far fronte alla diversità" culturale che contraddistingue il paese "nell'interesse dell'individuo e della società nel suo insieme". A tal riguardo i governi hanno identificato "tre dimensioni delle politiche multiculturali": l'identità culturale per mantenere "entro certi limiti cautamente definiti" l'identità delle differenti culture di origine; giustizia sociale per la rimozione delle barriere sociali connesse alla nazionalità di origine; efficienza economica, ovvero il bisogno di utilizzare al meglio le risorse, le capacità e i talenti dei cittadini australiani.

### Stati Uniti d'America
Gli Stati Uniti non hanno implementato politiche multiculturali, a causa anche del fatto che la società statunitense è caratterizzata dal cosiddetto melting pot che, a differenza dal cosiddetto modello patchwork multiculturale canadese, prevede come proprio fondamento il principio dell'assimilazione.

### Europa
Per quanto riguarda l'Europa, la Gran Bretagna ha adottato delle misure nel corso degli anni per creare coesione sociale in una delle società con la più vasta diversità culturale, ma non ha mai implementato un vero e proprio sistema normativo improntato al multiculturalismo come sistema sociale basato su differenti culture interagenti e comunicanti tra loro. In anni recenti si è inoltre sviluppata una polemica molto forte sull'efficacia del multiculturalismo e si è iniziato a parlare di interculturalismo.
La Francia non ha mai adottato delle vere e proprie politiche multiculturali, la prima volta che un governo ha istituito un ministero per l'Immigrazione, l'Integrazione, l'Identità nazionale e il Co-sviluppo è stato nel 2007 sotto la presidenza Sarkozy.
La Germania non ha implementato delle politiche per il multiculturalismo a livello nazionale ma vi sono delle azioni specifiche per l'integrazione a livello comunale.
Il Belgio, che ha tre lingue ufficiali, ha effettivamente implementato delle politiche per il riconoscimento delle minoranze etniche e per l'"interculturalismo". La Svezia già nel 1974 inseriva nella propria Costituzione dei riferimenti specifici al rispetto delle differenze, mentre la Finlandia ha atteso il 2003 per implementare politiche che facessero riferimento diretto al multiculturalismo. Spagna e Portogallo hanno, nel corso degli anni, implementato politiche 'interculturali'..
Per quanto concerne il Medio Oriente, lo Stato di Israele ha affrontato la questione delle differenti nazionalità coesistenti in uno stesso stato mediante l'istituzione del Ministero per l'assorbimento degli immigrati dopo meno di tre anni dalla sua fondazione, adottando una serie di misure ed istituendo appositi centri per l'integrazione sociale di persone provenienti dai vari angoli del pianeta, seppure la maggioranza sia di cultura ebraica.

## Multirazzismo
Il termine multirazzismo, indicante la condizione in cui più etnie (rilevanti dal punto di vista numerico) convivono all'interno di un singolo Stato, viene solitamente utilizzato negli ambienti di estrema destra in una chiave dispregiativa nonché complottista, proponendo che tale condizione porterebbe al fallimento degli Stati nazionali nella tutela dei propri cittadini.